# Rolf Seelheim
Rolf Seelheim (* 1950) ist ein deutscher Journalist.

## Leben
Seelheim war als Journalist bei der Westfälischen Rundschau in Dortmund tätig. Von 1992 bis 2016 war er Chefredakteur der Nordwest-Zeitung in Oldenburg.